# Maison Girardin (Saint-Pierre-et-Miquelon)
Ne doit pas être confondu avec la Maison Girardin, lieu historique à Québec
Pour les articles homonymes, voir Girardin.
La maison Girardin est une ancienne maison de pêcheur située à la pointe à Philibert, à Saint-Pierre-et-Miquelon sur l'île de Saint-Pierre.
Construite en 1921, cette petite maison est composée de 3 pièces et un grenier. Associée à une saline et un jardin potager, elle était utilisée par une famille pratiquant la pêche côtière d’avril à octobre.
Après le décès de Jules Girardin, le dernier pêcheur, la maison a plus ou moins été laissée à l’abandon et s’est grandement dégradée. L'association Sauvegarde du Patrimoine de l'Archipel l'achète pour conserver le témoignage des maisons de pêche typique de l’île. Elle entreprend des travaux de restauration pour consolider la charpente, réhabiliter la saline et le cabestan.
En 2019, le site est retenu dans le cadre du Loto du patrimoine et se voit attribuer une aide de 90 000 euros.
La maison est classée au titre des monuments historiques par arrêté du 18 février 2020,.  En avril 2020, un timbre a été édité à 30000 exemplaire par la poste de Saint-Pierre-et-Miquelon avec pour thème la maison.